# 因娜·奥西片科-拉多姆斯卡
因娜·沃洛迪米里芙娜·奥西片科-拉多姆斯卡（烏克蘭語：Інна Володимирівна Осипенко-Радомська，羅馬化：Inna Volodymyrivna Osypenko-Radomska，1982年9月20日—），乌克兰-阿塞拜疆女子皮划艇运动员。她在1989年开始练习皮划艇运动，当时她的住处靠近水域，她时常会去那边划艇玩耍。她在运动生涯初期代表乌克兰参赛，为该国夺得四枚奥运奖牌。2014年开始代表阿塞拜疆参赛。2016年，她在里约奥运为阿塞拜疆夺得女子单人皮艇200米的铜牌。2018年8月29日，她因为拒绝接受一次赛外药检而被禁赛四年。同年10月，她在一次采访当中表示自己对于这一重罚表示感激，因为自己已经获得足够多的奖牌，同时她希望自己能把更多的注意力放在孩子身上。